# Lettergate
Lettergate, também conhecido como Cable-gate, foi um escândalo político estadunidense/paquistanês iniciado por uma conversa durante um almoço de despedida do então embaixador do Paquistão nos Estados Unidos, Asad Majeed Khan, ocorrido em 7 de março de 2022 na residência oficial de Khan, também conhecida como Pakistan House. Segundo o jornal Dawn, fontes informaram que, embora a reunião fosse um almoço, um anotador estava presente. Um telegrama diplomático (Cypher No. I-0678) enviado pelo embaixador Khan ao Ministério das Relações Exteriores foi baseado nas anotações feitas pelo anotador, que era da embaixada do Paquistão com sede em Washington, D.C. O almoço contou com a presença de autoridades estadunidenses, incluindo o então Secretário de Estado Adjunto para Assuntos da Ásia Meridional e Central, Donald Lu, e o subsecretário adjunto Lesslie Viguerie. Os diplomatas paquistaneses que participaram do almoço incluíam o vice-chefe da missão Syed Naveed Bokhari e o adido de Defesa.
A reunião foi considerada uma "interferência flagrante" pelo 37.º Conselho de Segurança Nacional do Paquistão  e resultou em uma forte démarche ao Encarregado de Negócios dos Estados Unidos. O 38.º Conselho de Segurança Nacional reafirmou a avaliação do conselho anterior, mas considerou que "nenhuma evidência de qualquer conspiração estrangeira" foi encontrada. O ex-primeiro-ministro do Paquistão, Imran Khan (do Movimento Paquistanês pela Justiça), alegou que os eventos da reunião foram uma tentativa de influenciar sua política externa, e o conteúdo da carta confirmava uma conspiração para removê-lo do cargo por meio de uma votação parlamentar de desconfiança em favor dos membros do Movimento Democrático do Paquistão (MDP). Ele também alegou que a carta declarava que se o voto de desconfiança falhasse, o Paquistão enfrentaria terríveis consequências. O porta-voz do Departamento de Estado dos Estados Unidos, Ned Price, negou as acusações dizendo que "não há absolutamente nenhuma verdade nessa alegação."
Em 10 de maio, o 23.º Primeiro-Ministro do Paquistão, Shebaz Shariff (Liga Muçulmana do Paquistão-N, MDP), dirigiu-se à Assembleia Nacional e reconheceu que a carta era genuína, mas reiterou que não havia conspiração.